# Bálint pápa
Bálint (latinul: Valentinus), (?, Róma – 827. november 16., Róma) léphetett 101.-ként Szent Péter trónjára 827. augusztus 27-től. Pontifikátusáról alig maradt fenn valami; a Liber Pontificalis szerint uralma nem tartott tovább 40 napnál.

## Élete
Rómában született; a Via Lata mentén élt. Már életének korai szakaszán elkötelezte magát a római egyház szolgálata mellett. Nagy tudást és buzgó hitet szerzett tanulásával. Békeszerető és jó emberismerő emberként írnak róla a korabeli források, amely a frankellenes és a császárt támogató pártok viszályában mutatkozott meg először. Bálint ugyanis mindkét álláspontban meglátta a jót.[forrás?] I. Paszkál pápa egyik legközelebb álló tanácsadója lett, majd hamarosan a diakónusi kar vezetését bízták rá. Archidiakónusi rangban szolgált II. Jenő pápa alatt is, és a frankok támogatása mellett[forrás?] sikerült megőrizni népszerűségét. Így Jenő halála után, 827. augusztus 27-én[forrás?] a klérus a római nép és a nemesség egyetértésével Bálintot választotta meg az egyház fejének.
De az új uralkodó még alig tudta felvenni a kapcsolatokat a frank császári udvarral, I. Lothár császár gratulációja is már csak Bálint halálos ágyához érkezhetett meg. A pápa ugyanis ősszel váratlanul meghalt. Testét a Szent Péter-bazilika őrzi.[forrás?]

## Művei
- Documenta Catholica Omnia (latin nyelven). (Hozzáférés: 2011. december 6.)